# Tataviam
Le tataviam est une langue uto-aztèque de la branche des langues takiques parlée aux États-Unis, dans le sud de la Californie, dans le bassin de Los Angeles.
La langue est éteinte.